# Ivan Nekić
Ivan Nekić (Zadar, 28 dicembre 2000) è un calciatore croato, difensore dell'Holstein Kiel.

## Caratteristiche tecniche
È un difensore centrale.

## Carriera

### Club
È cresciuto nei settori giovanili di Zara e Rijeka. Nel 2017 è stato acquistato dall'Inter Zaprešić ed il 20 agosto ha debuttato in prima squadra nell'incontro di Hrvatska nogometna liga perso 3-0 contro l'Osijek. Utilizzato di rado nelle stagioni seguenti, con la retrocessione del club in seconda divisione nel 2020 ha iniziato a giocare con frequenza ottenendo un ruolo da titolare al centro della difesa.
Il 2 giugno 2022 è stato acquistato a titolo definitivo dal Sandecja Nowy Sącz, con cui ha giocato una stagione nella seconda divisione polacca. Nell'estate del 2023 ha fatto ritorno in Croazia firmando con il Varaždin.
Il 22 gennaio 2025 è stato acquistato a titolo definitivo dall'Holstein Kiel, club della prima divisione tedesca.

### Nazionale
Fra il 2016 ed il 2017 ha giocato con la nazionale croata Under-17.

## Statistiche

### Presenze e reti nei club
Statistiche aggiornate al 25 febbraio 2025.
| Stagione              | Squadra               | Campionato            | Campionato | Campionato | Coppe nazionali | Coppe nazionali | Coppe nazionali | Coppe continentali | Coppe continentali | Coppe continentali | Altre coppe | Altre coppe | Altre coppe | Totale | Totale | Totale |
| Stagione              | Squadra               | Comp                  | Pres       | Reti       | Comp            | Pres            | Reti            | Comp               | Pres               | Reti               | Comp        | Pres        | Reti        | Pres   | Reti   |        |
| --------------------- | --------------------- | --------------------- | ---------- | ---------- | --------------- | --------------- | --------------- | ------------------ | ------------------ | ------------------ | ----------- | ----------- | ----------- | ------ | ------ | ------ |
| 2017-2018             | Inter Zaprešić        | 1.HNL                 | 2          | 0          | CC              | 0               | 0               | -                  | -                  | -                  | -           | -           | -           | 2      | 0      |        |
| 2018-2019             | Inter Zaprešić        | 1.HNL                 | 3          | 0          | CC              | 0               | 0               | -                  | -                  | -                  | -           | -           | -           | 3      | 0      |        |
| 2019-2020             | Inter Zaprešić        | 1.HNL                 | 4          | 0          | CC              | 0               | 0               | -                  | -                  | -                  | -           | -           | -           | 4      | 0      |        |
| 2020-2021             | Inter Zaprešić        | 2.HNL                 | 27         | 0          | CC              | 1               | 0               | -                  | -                  | -                  | -           | -           | -           | 28     | 0      |        |
| 2021-2022             | Inter Zaprešić        | 2.HNL                 | 21         | 1          | CC              | 1               | 0               | -                  | -                  | -                  | -           | -           | -           | 22     | 1      |        |
| Totale Inter Zaprešić | Totale Inter Zaprešić | Totale Inter Zaprešić | 57         | 1          |                 | 2               | 0               |                    | -                  | -                  |             | -           | -           | 59     | 1      |        |
| 2022-2023             | Sandecja Nowy Sącz    | 1L                    | 14         | 0          | CP              | 1               | 0               | -                  | -                  | -                  | -           | -           | -           | 15     | 0      |        |
| 2023-2024             | Varaždin              | HNL                   | 19         | 0          | CC              | 2               | 0               | -                  | -                  | -                  | -           | -           | -           | 21     | 0      |        |
| 2024-gen. 2025        | Varaždin              | HNL                   | 18         | 0          | CC              | 1               | 0               | -                  | -                  | -                  | -           | -           | -           | 19     | 0      |        |
| Totale Varaždin       | Totale Varaždin       | Totale Varaždin       | 37         | 0          |                 | 3               | 0               |                    | -                  | -                  |             | -           | -           | 40     | 0      |        |
| gen.-giu. 2025        | Holstein Kiel         | BL                    | 1          | 0          | CG              | 0               | 0               | -                  | -                  | -                  | -           | -           | -           | 1      | 0      |        |
| Totale carriera       | Totale carriera       | Totale carriera       | 109        | 1          |                 | 6               | 0               |                    | -                  | -                  |             | -           | -           | 115    | 1      |        |